# 鈴鹿千春
鈴鹿 千春（すずか ちはる、1958年8月15日 - ）は、日本の女性声優。京都府出身。

## 来歴
東京アナウンスアカデミー声優科、江崎プロダクション付属養成所卒業。
以前は賢プロダクションに所属していた。2003年からフリー。しかし、2011年の時点で声優などの活動は見られなくなっている。

## 人物
特技・方言は動物のしつけ、京都弁。

## 後任・代役
- 土井美加 - 『それいけ!アンパンマン』：さくらもちねえさん 役
- 武田華 - 『幽☆遊☆白書 100%本気バトル』：瑠架 役

## 出演
太字はメインキャラクター。

### テレビアニメ
1990年
- コボちゃんスペシャル 秋がいっぱい!!（主婦）

1991年
- コボちゃんスペシャル 夢いっぱい!!（ヒロ子の母）

1993年
- コボちゃん（マモル 他）
- 幽☆遊☆白書（瑠架）
- それいけ!アンパンマン（さくらもちねえさん〈初代〉）

1994年
- カラオケ戦士マイク次郎（1994年 - 1995年、次郎の母、ザマス先生）
- ヤマトタケル（スセリ）

1995年
- 愛天使伝説ウェディングピーチ（花咲さくら）
- 飛べ!イサミ（女犯人）

1996年
- シンデレラ物語（フランソワーズ）
- 美少女戦士セーラームーンセーラースターズ（烏丸あかね / セーラーレッドクロウ）

1997年
- エルフを狩るモノたちII（ブルーノ）
- 名探偵コナン（1997年 - 2001年、鈴木綾子〈2代目〉、安藤礼子）

1998年
- カウボーイビバップ（マンリー）
- デビルマンレディー（小倉基子）
- ポケットモンスター（ラプラス）

1999年
- 週刊ストーリーランド「閉じこめられた三人」（セラピスト）
- 神風怪盗ジャンヌ（ユリカ）
- 星界の紋章（ジャネット・マカリ）
- 地球防衛企業ダイ・ガード（神村恵、レポーター）

2000年
- 人形草紙あやつり左近（結城麻里）
- 星界の戦旗（2000年 - 2001年、ケネーシュ） 2シリーズ

2001年
- 週刊ストーリーランド「作戦ネーム電柱」（女性アナウンサー）
- 地球少女アルジュナ（樹奈の母）

2002年
- 藍より青し（本条久美）

2003年
- 宇宙のステルヴィア（風祭ナターシャ）

2004年
- かいけつゾロリ（王妃）

2005年
- IGPX（ミサキ）
- Paradise Kiss（山本大助〈イザベラ〉）

2006年
- まじめにふまじめ かいけつゾロリ（王妃）

2007年
- 爆丸バトルブローラーズ（フェニックス）

2010年
- 爆丸バトルブローラーズ ニューヴェストロイア（フェニックス）

### 劇場アニメ
- ヴァンパイアハンター D（2001年、婦人[5]）
- 劇場版ポケットモンスター ダイヤモンド&パール ディアルガVSパルキアVSダークライ（2007年、アリシア）

### OVA
- 堕靡泥の星（1989年）
- 超人ロック〜ミラーリング〜（1989年、グラント）
- 迷走王ボーダー 社会復帰編（1991年、直美）
- 源氏 第一部（1992年、支配人[6]）
- 難波金融伝・ミナミの帝王2（1993年、ホステスB）
- 鬼切丸（1995年、良子）
- Lesson XX（1995年、春奈）
- ウェディングピーチDX（1996年、花咲さくら）

### ゲーム
- 山村美紗サスペンス 金盞花京絵皿殺人事件（1992年）
- スタートリング・オデッセイ（1994年）
- ムーンライトシンドローム（1997年、華山キョウコ）
- ヒロイン・ドリーム2（1998年、拳城龍子）
- スターオーシャン Till the End of Time（2003年、ブレア・ランドベルト、シーハート27世）
- スターオーシャン Till the End of Time ディレクターズカット（2004年、ブレア・ランドベルト、シーハート27世）
- 山佐DigiワールドSP 燃えよ! 功夫淑女（2006年、チュンメイ）

### ドラマCD
- ラジオドラマ 星界の戦旗（ジャネット・マカリ）

### 吹き替え

#### 映画
- 悪魔たち、天使たち（アリス〈ナタリア・ノグリッチ〉）
- アタック・オブ・ザ・ジャイアント・ケーキ（エヴィ・ベイ〈テーミス・バザカ〉）
- あなたに逢いたくて（リズ〈ダリル・ハンナ〉）
- あなたに降る夢
- アビス（リンジー〈メアリー・エリザベス・マストラントニオ〉）※フジテレビ版
- 怒りの逃亡者 RAGE（メアリー〈フィオナ・ハッチソン〉）※テレビ東京版
- イントルーダー 怒りの翼（キャリー〈ロザンナ・アークエット〉）※フジテレビ版
- ウェルカム!ヘヴン（取り立て屋〈クリスティーナ・マルコス〉）
- L.A.コンフィデンシャル（カレン）※フジテレビ版（BD収録）
- 女彫刻家（ロズ・リー〈キャロライン・グッドール〉）
- 喝采の陰で
- カットスロート・アイランド※フジテレビ版
- カクテル（コラール〈ジーナ・ガーション〉）※フジテレビ版
- 危険な関係
- 緊急接近 ZONE（ルイーズ〈パトリシア・ライヴ〉）
- グッドモーニング, ベトナム（トリン〈チンタラー・スカパット〉）※フジテレビ版
- クラッシュ・ダイブ 急速潜航（ボレーン）※フジテレビ版
- クラッシュポイント・ゼロ（バーバラ・エズモンド〈スーザン・ブレイクリー〉）
- ゴーストバスターズ2（検察官〈ジャネット・マーゴリン）、イゴンのアシスタント）※フジテレビ版（日本語吹替完全収録版Blu-ray BOX収録）
- クロコダイル・ダンディー ※フジテレビ版
- 氷の微笑（ロキシー〈レイラニ・サレル〉）※フジテレビ版
- ゴッドファーザー PART III（メアリー・コルレオーネ〈ソフィア・コッポラ〉）※フジテレビ版
- ゴリラ（看護婦）※テレビ朝日版
- サイボーグ※テレビ朝日版
- 殺人サイボーグ リタリエーター（シャロン・マシューズ）※フジテレビ版
- ザ・パッケージ/暴かれた陰謀（ヘンキの妻）
- ザ・ファーム 法律事務所（アビー・マクディーア〈ジーン・トリプルホーン〉）※フジテレビ版
- 地獄の女囚コマンド（アナ）
- 獅子よ眠れ（ロレッタ〈ロレッタ・リー〉）
- ジム・キャリーはMr.ダマー（メアリー・スワンソン〈ローレン・ホリー〉）
- ジャッジ・ドレッド（ハーシー〈ダイアン・レイン〉）※フジテレビ版
- ジョーズ・アタック（リズ・ジーグラー〈ジャネット・アグレン〉）
- シンデレラ・ボーイ ※日本テレビ版
- スター・ウォーズ/イウォーク・アドベンチャー 勇気のキャラバン（カタリーン〈フィオヌラ・フラナガン〉）※DVD版
- セブン・イヤーズ・イン・チベット（イングリッド・ハラー〈インゲボルガ・ダクネイト〉）※フジテレビ版
- 戦慄のストーカー/ある女子学生の場合（エリザベス・”リズ”・ノウルトン〈ルシンダ・ジェニー〉）
- ターミネーター2（アリッサ・ダイソン〈S・エパサ・マーカーソン〉）※フジテレビ版（BDプレミアムエディションver.2.0＆特別編(日本語吹替完全版)＆特別編アルティメット・エディション収録）
- ダイ・ハード（ゲイル・ウォーレンズ〈メアリー・エレン・トレイナー〉、スチュワーデス）※フジテレビ版（日本語吹替完全版Blu-rayBOX収録）
- 多重人格（ダーリーン、ハイディ・ポーター）
- 007 トゥモロー・ネバー・ダイ（インガ・バーグストロム、広報係）※フジテレビ版（TV吹替初収録特別版DVD収録）
- 超音速ヒーロー ザ・フラッシュ（ペッパー〈ペリー・リーヴス〉）※日本テレビ版
- テロリスト・ゲーム2/危険な標的 ※フジテレビ版
- 透明人間 ※ビデオ版
- トレインスポッティング
- ニュー・シネマ・パラダイス（エレナ〈若年期〉〈アニェーゼ・ナーノ〉）※フジテレビ版（アスミック発売のインターナショナル版DVD&インターナショナル版デジタル・レストア・バージョンBD収録）・完全オリジナルDVD/BD版
- ニューヨーク東8番街の奇跡（マリサ・エステヴァル〈エリザベス・ペーニャ〉）※フジテレビ版（思い出の復刻版BD収録）
- ノーマンズ・ランド ※テレビ朝日版
- ハードネス ※テレビ東京版
- バックドラフト（ジェニファー〈ジェニファー・ジェイソン・リー〉）※フジテレビ版
- バッドボーイズ
- プロテウス（クリスティン〈マーゴット・スタインバーグ〉）
- ベビーシッター・アドベンチャー（ブレンダ〈ペネロープ・アン・ミラー〉）※フジテレビ版
- ボディガード（少女）※フジテレビ版
- ホーム・アローン（女係員）※ソフト版、（ブルック・マカリスター〈アンナ・スロットキー〉、レジの女、『三十四丁目の奇蹟』の女優〈モーリン・オハラ〉）※フジテレビ版（日本語吹替完全版Blu-rayBOX収録）
- ホーム・アローン2（ビデオに登場する女性）※フジテレビ版
- ホワイトハウス狂騒曲（シリア・カービー）※ビデオ版
- ミリオネア（ブリット・ロジャーズ〈エリザベス・ランバート〉）
- めぐり逢えたら（マギー〈キャリー・ローウェル〉）※フジテレビ版
- ユー・ガット・メール（クリスティーナ・プラッカー〈ヘザー・バーンズ〉）※フジテレビ版
- 許されざる者※テレビ朝日版
- ローズ家の戦争（キャロリン）※フジテレビ版
- ロードハウス/孤独の街（エリザベス・クレイ〈ケリー・リンチ〉）※テレビ東京版
- ローマの休日（アン王女〈オードリー・ヘプバーン〉）※1994年1月15日フジテレビ放映版
- ロケッティア
- ロビン・フッド（マリアン〈メアリー・エリザベス・マストラントニオ〉）※フジテレビ版
- ロボコップ2（アンジー）※ビデオ版（廃版）

#### ドラマ
- X-ファイルシーズン4#21（ミスティ・ナガタ）、シーズン4#22（イネス看護師）、シーズン5（タラ・スカリー）※ソフト版
- NYPDブルー（エイドリアン・レズニアク刑事）
- 素晴らしき日々（アイダ・ファイファー）
- 新スタートレック #104「殺戮の宇宙水晶体」（カルメン：スーザン・ディオール）

#### アニメ
- ピンクパンサー（セリア、母親）
- ファージングウッドのなかまたち（雌ギツネ、レディ）
- リトル・マーメイド（アクアータ）

### ボイスオーバー
- アメリカン・ガーデニング（アシスタント・キャスター）
- ペットショー（メイン・キャスター）